# Seznam vladarjev
To je krovni seznam seznamov vladarjev.

## A
- seznam avstrijskih vladarjev

## B
- seznam babilonskih kraljev
- seznam beneških dožev
- seznam britanskih kraljev

## D
- seznam danskih kraljev

## F
- seznam faraonov
- seznam francoskih kraljev
- seznam frankovskih kraljev

## H
- seznam hrvaških vladarjev

## J
- seznam japonskih cesarjev
- seznam jordanskih kraljev

## K
- seznam koroških vladarjev
- seznam kranjskih vladarjev

## M
- seznam madžarskih vladarjev

## N
- seznam norveških kraljev

## O
- seznam sultanov Osmanskega cesarstva

## P
- seznam papežev
- seznam perzijskih kraljev
- seznam portugalskih kraljev
- seznam pruskih vladarjev

## R
- seznam rimskih cesarjev
- seznam rimskih vladarjev

## S
- seznam srbskih vladarjev

## Š
- seznam španskih kraljev
- seznam švedskih kraljev